# Ophiocoma cynthiae
Ophiocoma cynthiae is een slangster uit de familie Ophiocomidae.
De wetenschappelijke naam van de soort werd in 2008 gepubliceerd door M. Benavides-Serrato & Tim O'Hara.